# لادبروك غروف (محطة مترو أنفاق لندن)
لادبروك غروف (بالإنجليزية: Ladbroke Grove)‏ هي إحدى محطات مترو أنفاق لندن. تقع على خط هامرسميث وسيتي أفتتحت في المنطقة (Zone) رقم 2 أفتتحت في 13 يونيو 1864.

## معرض صور

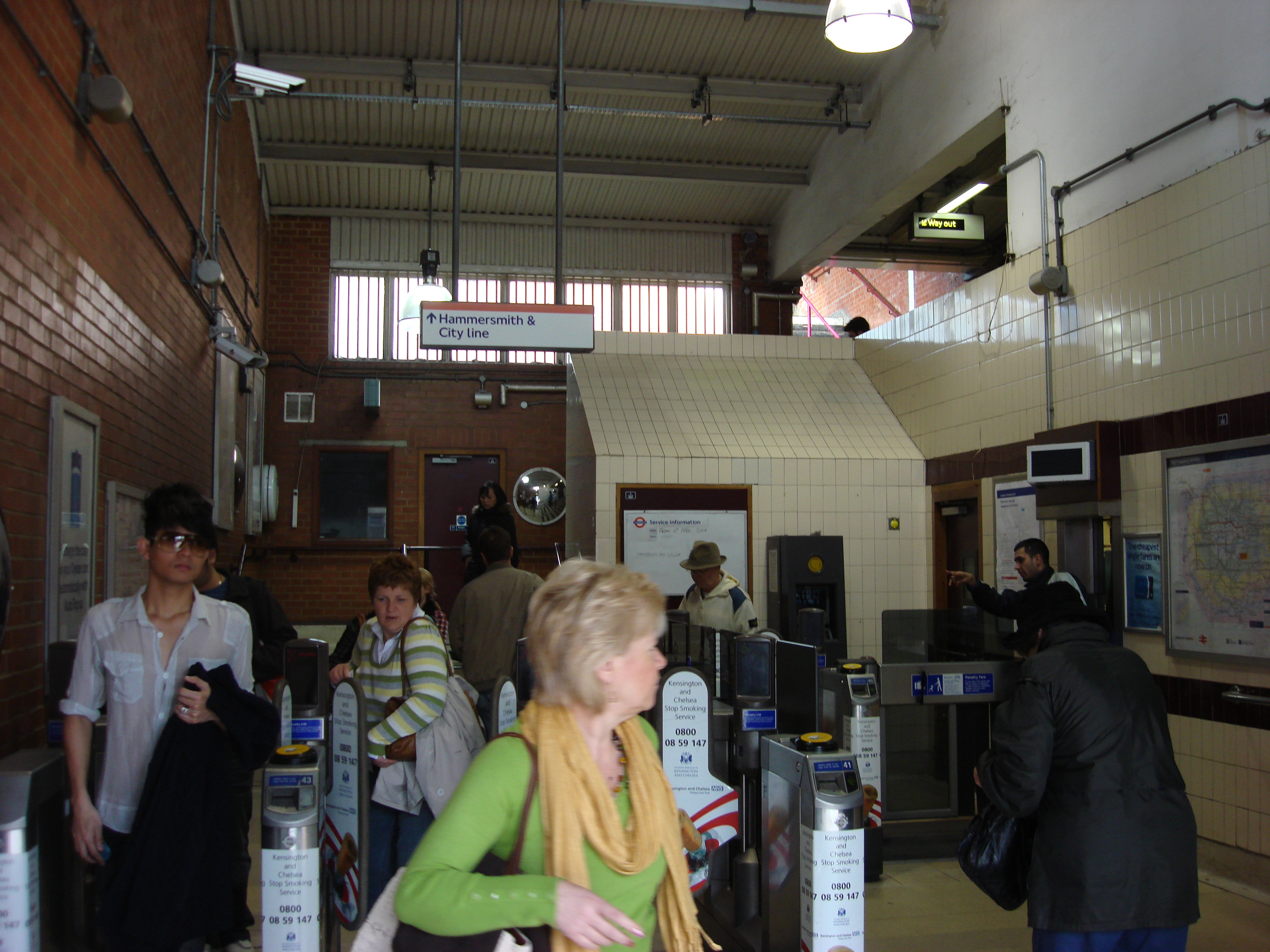
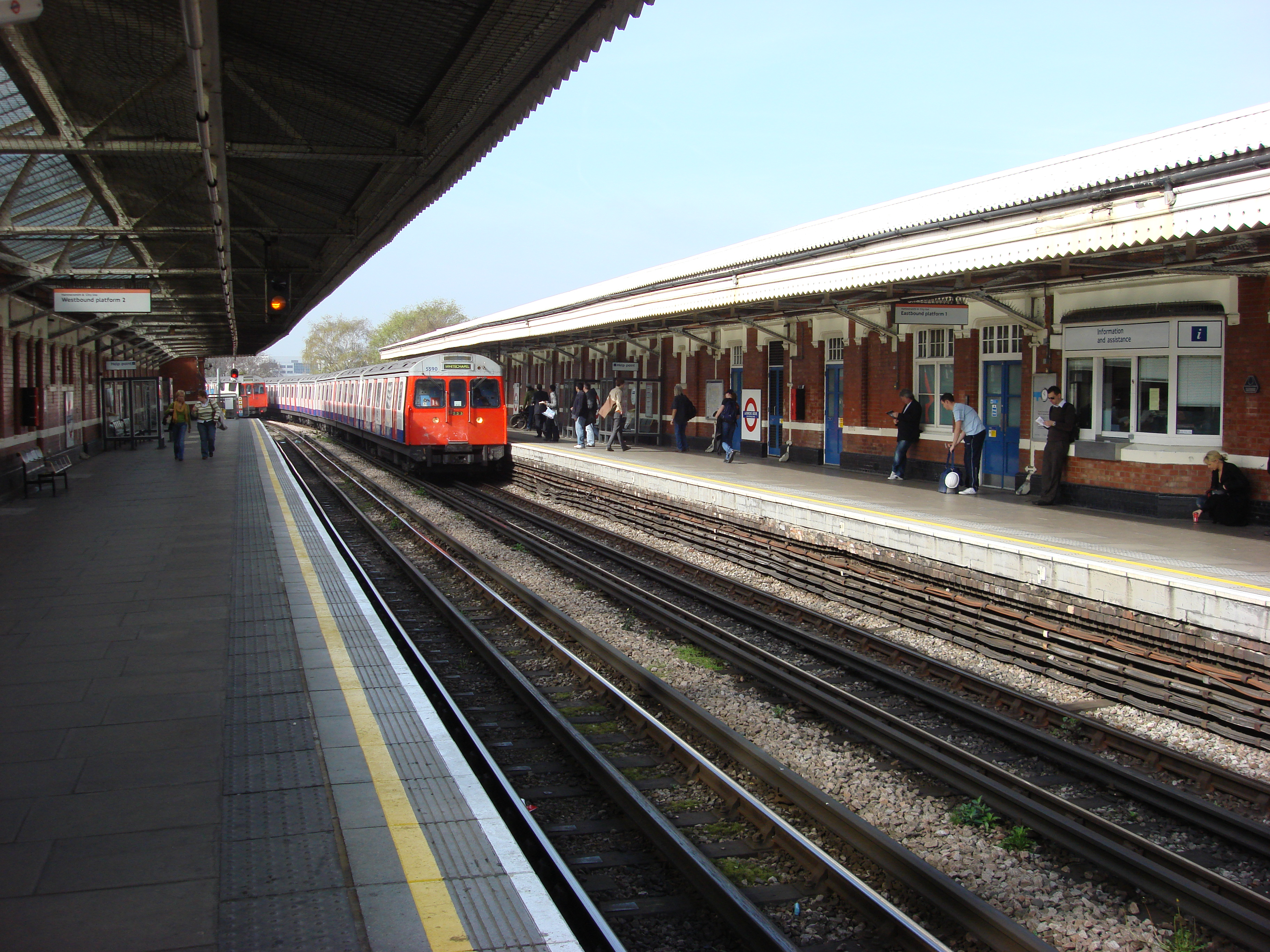
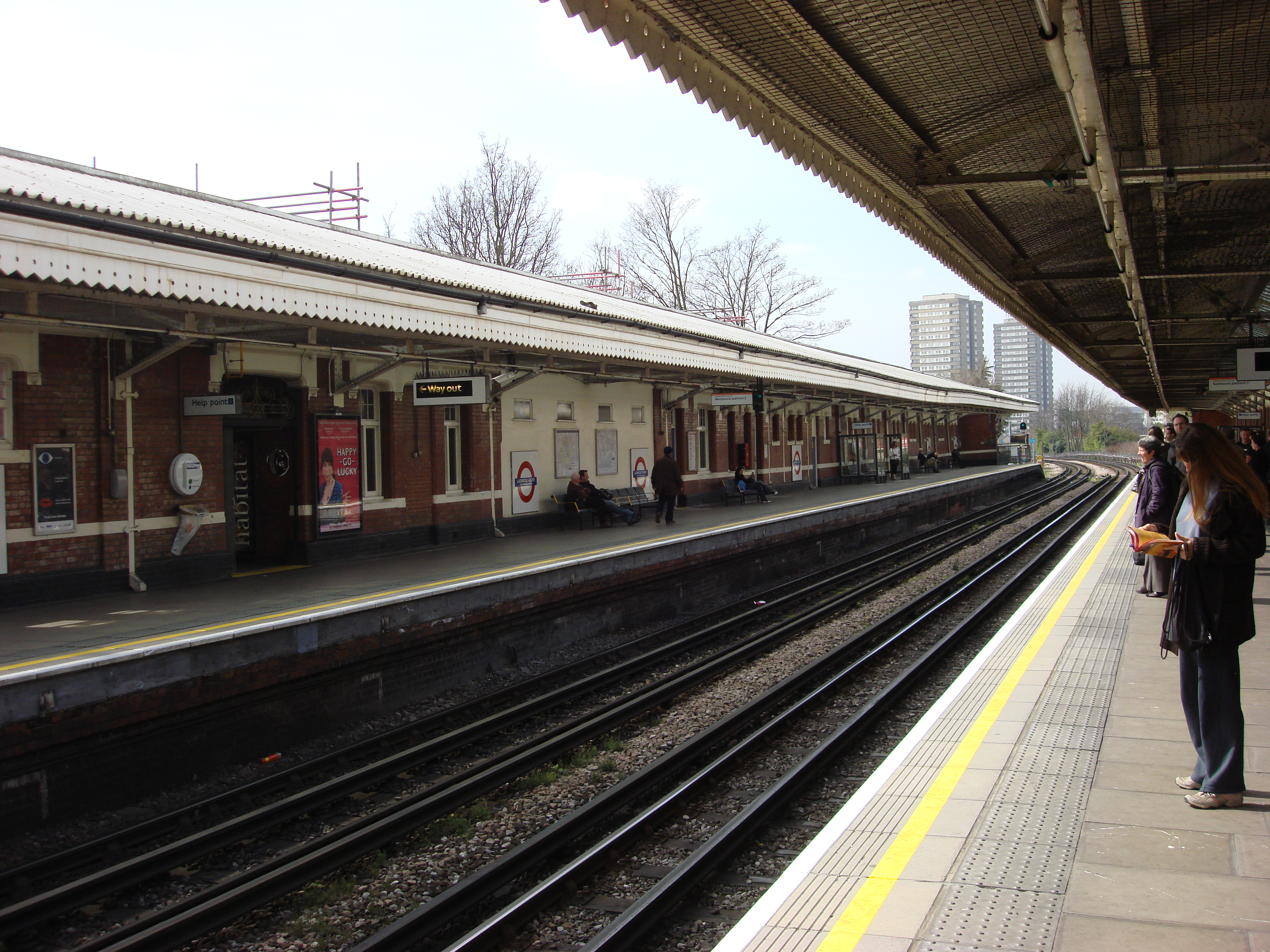
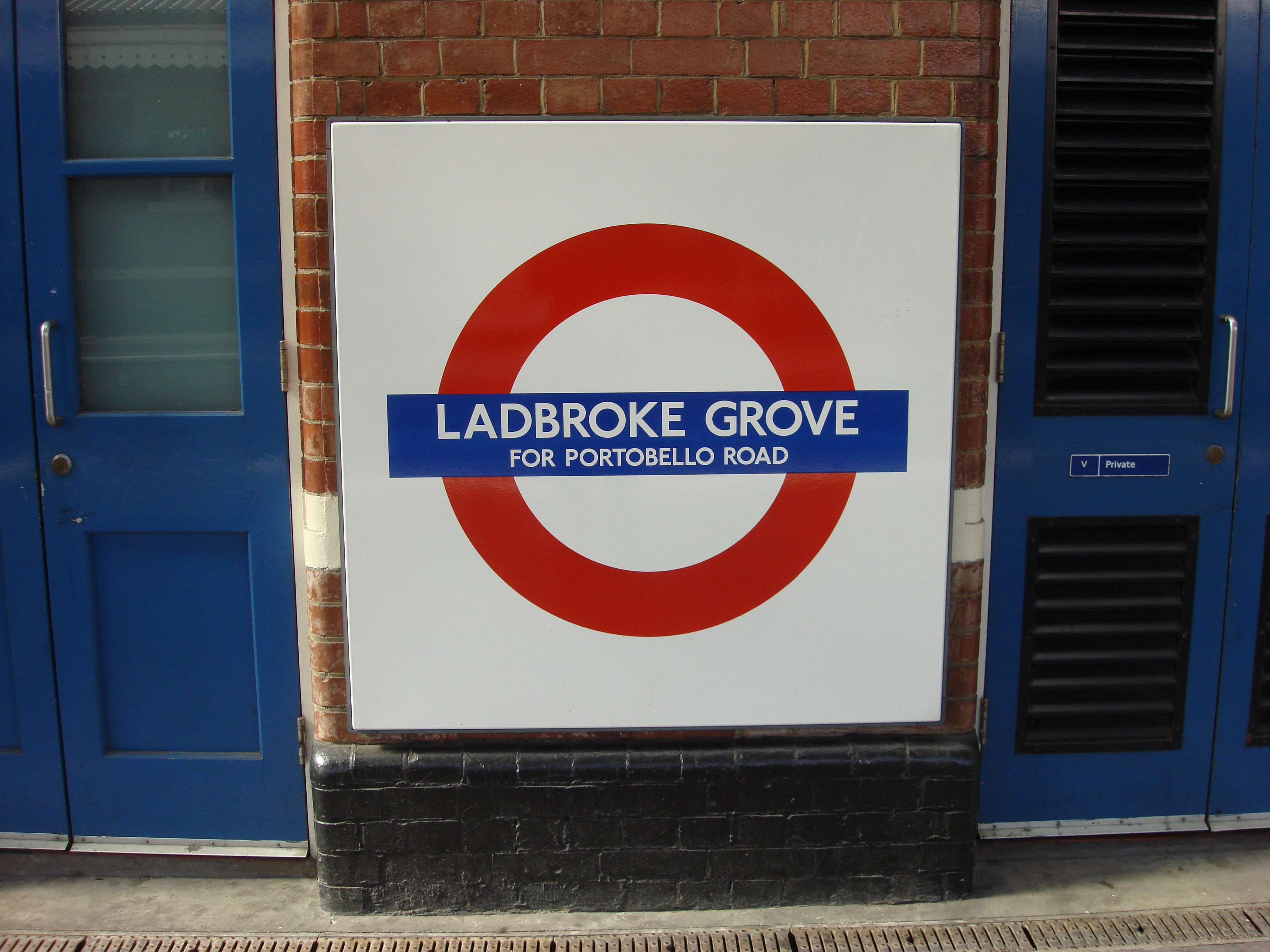